# Who’d Want to Find Love
Who’d Want to Find Love ist ein Lied der deutschen Pop-Sängerin Lena Meyer-Landrut, welches am 25. Mai 2011 als Promosingle veröffentlicht wurde. Die ursprüngliche Single-Veröffentlichung für den 15. Juli 2011 fand später doch nicht statt.

## Hintergrund
Das Lied wurde bereits im Jahr 2010 von der britischen Singer-Songwriterin Ellie Goulding zusammen mit Co-Autor Jonny Lattimer geschrieben. Goulding schrieb schon zuvor für Lena das Lied „Not Following“, welches auf deren erstem Studioalbum My Cassette Player erschien.

## Kritik
Ingo Weiss von der Esslinger Zeitung bezeichnete das Lied als „mitreißende Pop-Perle“.

## Auftritte
Lena führte das Lied bereits bei ihrer Lena Live Tour in Deutschland im Frühjahr 2011 auf. Es ist daher bereits in einer Live-Fassung auf ihrer DVD Good News – Live veröffentlicht, die am 9. Mai 2011 erschien (aufgezeichnet in der Frankfurter Festhalle am 15. April 2011).